# Elezioni parlamentari in Giappone del 2009
Le elezioni parlamentari in Giappone del 2009 si tennero il 30 agosto per il rinnovo della Camera dei rappresentanti.
Le consultazioni segnarono una svolta storica: la vittoria del Partito Democratico del Giappone, infatti, pose fine al primato del Partito Liberal Democratico, protrattosi per oltre quarant'anni.
La carica di Primo ministro fu dunque assunta da Yukio Hatoyama; si alternarono poi Naoto Kan e Yoshihiko Noda, anch'essi espressione del Partito Democratico.

## Risultati
| Liste                                      | Proporzionale | Proporzionale | Proporzionale | Maggioritario | Maggioritario | Maggioritario | Totale seggi |
| Liste                                      | Voti          | %             | Seggi         | Voti          | %             | Seggi         | Totale seggi |
| ------------------------------------------ | ------------- | ------------- | ------------- | ------------- | ------------- | ------------- | ------------ |
| Partito Democratico del Giappone           | 29 844 799    | 42,41         | 87            | 33 475 334    | 47,43         | 221           | 308          |
| Partito Liberal Democratico                | 18 810 217    | 26,73         | 55            | 27 301 982    | 38,68         | 64            | 119          |
| Kōmeitō                                    | 8 054 007     | 11,45         | 21            | 782 984       | 1,11          | -             | 21           |
| Partito Comunista Giapponese               | 4 943 886     | 7,03          | 9             | 2 978 354     | 4,22          | -             | 9            |
| Partito Socialdemocratico                  | 3 006 160     | 4,27          | 4             | 1 376 739     | 1,95          | 3             | 7            |
| Minna no tō                                | 3 005 199     | 4,27          | 3             | 615 244       | 0,87          | 2             | 5            |
| Nuovo Partito del Popolo                   | 1 219 767     | 1,73          | -             | 730 570       | 1,04          | 3             | 3            |
| Nuovo Partito Giapponese                   | 528 171       | 0,75          | -             | 220 223       | 0,31          | 1             | 1            |
| Partito della Realizzazione della Felicità | 459 387       | 0,65          | -             | 0             | 0,00          | -             | -            |
| Nuovo Partito Daichi                       | 433 122       | 0,62          | 1             | 0             | 0,00          | -             | 1            |
| Club Riforma                               | 58 141        | 0,08          | -             | 36 650        | 0,05          | -             | -            |
| Partito Essenziale                         | 7 399         | 0,01          | -             | 0             | 0,00          | -             | -            |
| Altri                                      | 0             | 0,00          | -             | 1 077 543     | 1,53          | -             | -            |
| Indipendenti                               | 0             | 0,00          | -             | 1 986 055     | 2,81          | 6             | 6            |
| Totale                                     | 70 370 255    | 100           | 180           | 70 581 678    | 100           | 295           | 475          |

- Per la quota maggioritaria, i voti conseguiti dalle liste e il totale dei voti validi si intendono approssimati per difetto (senza parte decimale).